# Joint Electron Device Engineering Council
Joint Electron Device Engineering Council (JEDEC aussi appelée JEDEC Solid State Technology Association) est un organisme de normalisation des semi-conducteurs qui fait partie de l’Electronic Industries Alliance (EIA). Elle a été créée en 1960 à partir de l’EIA et la National Electrical Manufacturers Association (NEMA), pour la normalisation des composants discrets, ensuite étendu en 1970 aux circuits intégrés. L’organisation est scindée en 48 comités et sous-comités dirigés par le JEDEC Board of Directors. L’organisation présente 300 compagnies membres (fabricants et utilisateurs de semi-conducteurs).

## Politique en matière de normes
Le JEDEC a déjà adopté le principe des normes ouvertes, qui permet à toutes les entreprises intéressées de fabriquer librement selon les normes acceptées. Ce principe remplit plusieurs fonctions vitales pour le développement de la technologie électronique. Tout d'abord, ces normes garantissent la compatibilité entre les différents composants électriques. Les normes JEDEC ne protègent pas les membres des obligations normales en matière de brevets,. Les représentants désignés des entreprises membres du JEDEC sont tenus de divulguer les brevets et les demandes de brevet dont ils ont connaissance, pour autant que l'information ne soit pas considérée comme exclusive. La politique du JEDEC en matière de brevets exige que les normes qui révèlent une technologie brevetée dont les propriétaires ne signent pas la lettre de brevet du JEDEC soient retirées,.

## Membres
En 2023, le JEDEC comptera 365 membres au total. Parmi eux figurent de grandes entreprises, dont les suivantes,.
- ABB
- Alibaba
- AMD
- Apple
- Arm
- Buffalo
- Canon
- Facebook
- Foxconn
- Fujitsu
- Google
- Kioxia - anciennement Toshiba Memory Corporation
- LG
- Marvell
- Micron
- Microsoft
- NEC
- Nokia
- NXP
- Hewlett Packard Enterprise
- HP Inc.
- Huawei
- IBM
- Infineon
- Intel
- Panasonic
- Qualcomm
- Realtek
- Samsung Electronics
- SK Hynix
- Sony
- Texas Instruments
- TSMC
- Western Digital